# 徐元植
徐元植（1933年—），男，浙江永嘉人，中国物理化学家，曾任浙江大学化学系教授、博士生导师。主要研究过渡金属配合物的电子顺磁共振波谱学。